# Sanborn-Epaulettenflughund
Der Sanborn-Epaulettenflughund (Epomophorus grandis), auch Sanborns Epaulettenflughund, ist ein Flughund der Gattung Epomophorus, der bisher in Angola und der Republik Kongo nachgewiesen wurde.

## Beschreibung
Der Sanborn-Epaulettenflughund wird etwa 50–60 g schwer und ist mit einer Gesamtlänge (Kopf - Schwanzspitze) von etwa 99 mm eine kleine Flughundart im südlichen Afrika. Das Fell ist einheitlich hellbraun gefärbt. Am unteren Bereich der Ohrmuschel befindet sich ein weißer Fleck. Von der Art wurden bisher nur juvenile, nicht geschlechtsreife Männchen gesammelt, man geht jedoch davon aus, dass, wie bei anderen Epaulettenflughunden, die Männchen weiße Fellbereiche an den Schultern haben, die an Epauletten erinnern. Diese Fellbereiche können zur Balz aufgestellt und präsentiert werden. Während Ruhephasen sind diese weißen Fellbüschel nicht sichtbar, sie werden in spezielle Taschen zurückgezogen.

## Verbreitung

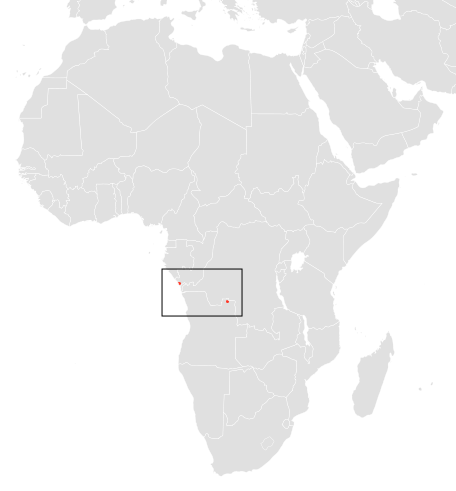
Bisherige Nachweise des Sanborn-Epaulettenflughund

Das gesamte Verbreitungsgebiet des Sanborn-Epaulettenflughunds ist unbekannt; es wurden bisher nur vier Exemplare gesammelt. Sie stammen aus dem nördlichen Angola und der Republik Kongo. Vermutlich ist das Verbreitungsgebiet größer.

## Lebensweise
Die Datenlage über den Sanborn-Epaulettenflughund ist gering, sodass keine gesicherten Erkenntnisse zur Ökologie der Art vorliegen. Es wird vermutet, dass die Art im Tieflandregenwald und in angrenzenden Savannenlandschaften vorkommt.

## Systematik
Der Sanborn-Epaulettenflughund wurde von Colin Campbell Sanborn unter dem Namen Micropteropus grandis erstbeschrieben und der Gattung der Zwerg-Epaulettenflughunde zugeordnet. In dieser Gattung ist der Sanborn-Epaulettenflughund mit etwa 99 mm Körperlänge und einem Gewicht von 50 bis 60 g der größte Vertreter, weswegen das Artepitheton grandis (groß) gewählt wurde. Aufgrund unterschiedlicher Schädelmerkmale wird der Sanborn-Epaulettenflughund seit 1988 zu der Gattung der Epaulettenflughunde gezählt, wo er, entgegen dem Artepitheton, zu den kleinsten Vertretern gehört.

## Gefährdung
Seitens der IUCN erfolgt keine Gefährdungseinschätzung der Art, da die Datenlage zu gering ist („data deficient“).